# Liste des maires d'Alençon
La liste des maires d'Alençon présente la liste non exhaustive des maires de la commune française d'Alençon, préfecture de l'Orne (région Normandie).